# کوپیاپوآ
کوپیاپوآ(نام علمی: Copiapoa) نام یک سرده از تیره کاکتوس است.